# Кошман Надія Вікторівна
Надія Вікторівна Кошман (7 жовтня 1967, Київ) — українська режисерка та сценаристка.

## Біографія
Закінчила Київський державний інститут театрального мистецтва ім. Карпенка-Карого, майстерню професора В. Б. Кісіна. Спеціальність — режисер телебачення.
Працювала в театрі, на телебаченні. Знімала фільми за власними сценаріями.

## Творчість
- 2004 — Сценарій короткометражного фільму «Світлячки».
- 2005—2006 — Короткометражний художній фільм «Світлячки» (виробництво студії «Кінематографіст» на замовлення Міністерства культури та туризму України).
- 2006 — «Рай» документальний фільм про унікальну українську художницю-примітивістку самоучку Поліну Райко (виробництво студії «Кінематографіст» на замовлення Міністерства культури та туризму України).
- З 2006 — сценарії повнометражних художніх фільмів «ЛП», «Пілот і артистка», «Джульєтти».

## Відзнаки
- 2004 — третя премія конкурсу романів та кіносценаріїв «Коронація слова» за сценарій короткометражного фільму «Світлячки»
- Міжнародний кінофорум «Золотий витязь», Росія, 2006 — Срібний витязь за дебют.
- Фестиваль «Острів Крим» — приз «Відродження».
- Міжнародний кінофорум «Золотий витязь» 2007 — Срібний витязь за документальний фільм.
- Диплом фестивалю «Ес Ем» Вірменія.
- Лауреатка мистецької премії «Київ» — у галузі кіномистецтва (за створення фільмів «Світлячки» та «Рай»).
- 2012 — сценарій «Джульєтти» отримав 1 премію в номінації «Кіносценарії» в конкурсі романів і кіносценаріїв «Коронація слова 2012».